# ピルゴス (ギリシャ)
ピルゴス（ギリシア語: Πύργος / ラテン文字表記：Pyrgos）はギリシャの西ギリシャ地方の都市で、イリア県の県都。
ペロポネソス半島の西部にあり、イオニア海から約4 kmに位置する。
2011年の行政改革で、近隣の4の旧市が合併し、現在のピルゴス市となった。